# Степановка (Рыбно-Слободский район)
Степановка — деревня в Рыбно-Слободском районе Татарстана. Входит в состав Шумбутского сельского поселения.

## География
Находится в центральной части Татарстана на расстоянии приблизительно 34 км на восток-северо-восток по прямой от районного центра поселка Рыбная Слобода.

## История
Основана в начале XIX века переселенцами из деревни Языково Симбирской губернии.

## Население
Постоянных жителей было: в 1859 году — 211, в 1897—302, в 1908—365, в 1920—291, в 1926—296, в 1938—323, в 1949—170, в 1958—188, в 1970—129, в 1989 — 29, в 2002 году 14 (русские 71 %, татары 29 %), в 2010 году 0.